# كارلوس بونك
كارلوس دوس سانتوس رودريغيز (من مواليد 13 يناير 1995)، المعروف باسم كارلوس بونك أو ببساطة بونك، هو لاعب كرة قدم محترف في الرأس الأخضر يلعب في نادي إسطنبول باشاكشهير كمدافع.